# Борго Галеа
Борго Галеа је насеље у Италији у округу Агриђенто, региону Сицилија.
Према процени из 2011. у насељу је живело 32 становника. Насеље се налази на надморској висини од 373 м.